# 3563 Canterbury
Canterbury (asteróide 3563) é um asteróide da cintura principal, a 2,3025467 UA. Possui uma excentricidade de 0,1762859 e um período orbital de 1 707,04 dias (4,68 anos).
Canterbury tem uma velocidade orbital média de 17,81462866 km/s e uma inclinação de 6,94596º.
Este asteróide foi descoberto em 23 de Março de 1985 por Alan Gilmore, Pamela Kilmartin.